# 無為信寺

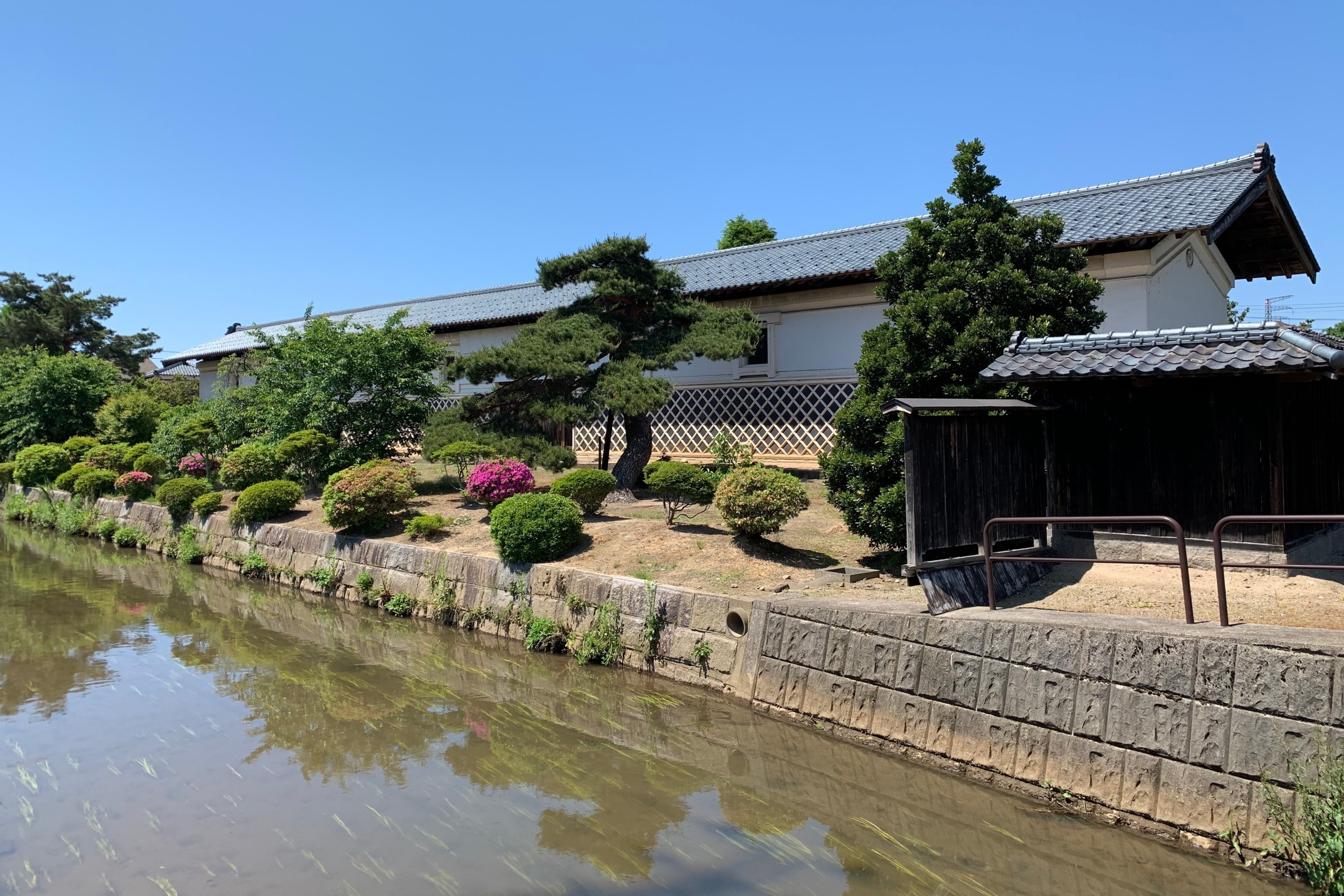
寺が所有する旧佐藤家米蔵。駒林川を挟んで寺の向かいにある（2020年5月）

無為信寺（むいしんじ）は、新潟県阿賀野市にある真宗大谷派の仏教寺院である。二十四輩（親鸞の24人の高弟）の一人・無為信所縁の寺であり、香樹院徳龍など多くの学僧が輩出した。

## 歴史

### 起源
二十四輩の一人である無為信によって創建された。もとは会津門田一ノ堰に設けられ、近世には棚倉藩主内藤家に保護され、一ノ堰から棚倉に移った。その後、藤枝、京都六条に移ったが、諸事情により本山（東本願寺）預かりとなっていた。

### 再興
越後国蒲原郡下条村の豪農・佐藤宗栄（伊左衛門）は、私財を投じて無為信寺の復興を志し、1760年（宝暦10年）に新潟即得寺の順崇を住職に迎え、無為信寺を再興した。

### 香樹院徳龍
第1世住職の順崇は、伊左衛門の次女きやと結婚し、5男をもうける。その次男の第3世住職が香樹院徳龍である。高倉学寮で深励に師事し、東本願寺学寮の最高学位である講師に就任、「学識は香月院（深励）、徳行は香樹院（徳龍）」と称され、倫理や生活規範に真宗の教義を生かした教化を行った。甥の第5世住職・香涼院行忠も学寮の講師となった。他にも、徳猊や慈影など著名な学僧が無為信寺から輩出した。

## 文化財
重要文化財（国指定）
- 金剛頂経曼殊室利菩薩五字心陀羅尼品 淳祐筆 1巻[3][4]
- 悉曇集記 上中 淳祐筆 2巻[5][6]
- 藤原氏系図（隆家流） 1巻[7][8]

新潟県指定有形文化財
- 古論草 283冊[9]
- 方便法身尊像 1幅[10]

## 交通アクセス
- JR羽越本線水原駅より徒歩約8分
- 新潟交通観光バス S9 亀田・横越線ほか 「水原」バス停より徒歩約7分